# Čan Žuo-šuej
Čan Žuo-šuej (čínsky pchin-jinem Zhàn Ruòshuǐ, znaky 湛若水; 1466–1560) byl čínský úředník a neokonfuciánský filozof žijící a působící v mingské Číně. Silně ho ovlivnil Čchen Sien-čang, jehož byl nejvýznamnějším žákem. Své pojetí neokonfucianismu budoval kolem konceptu nebeského principu tchien-li, který ztotožňoval s původní vrozenou podstatou srdce/mysli sin. Za cíl zušlechťování člověka pak stanovil obnovení a uvědomění si této původní podstaty a dosažení vyváženosti a správnosti v mysli. Stav, kdy mysl při reagování na podněty dosáhne žádoucí vyváženosti a správnosti, popisoval jako „všudypřítomnou realizaci nebeského principu“.
Ovlivnil Wang Jang-minga, se kterým se přátelil a se kterým tvořil dvojici nejrespektovanějších a nejpopulárnějších filozofů své doby.

## Jména
Původní jméno Čan Žuo-šueje bylo Čan Lu (čínsky pchin-jinem Zhàn Lù, znaky 湛露), kvůli tabu změněné na Čan Jü (čínsky pchin-jinem Zhàn Yǔ, znaky 湛雨) a později na Čan Žuo-šuej. Používal zdvořilostní jméno Min-ce (čínsky pchin-jinem Mínzé, znaky tradiční 民澤), později Jüan-ming (čínsky pchin-jinem Yuánmíng, znaky tradiční 元明) a literární pseudonym Kan-čchüan (čínsky pchin-jinem Gānquán, znaky tradiční 甘泉; podle svého bydliště).

## Život
Čan Žuo-šuej pocházel z rodiny majetných statkářů (džentry) z okrsku Kan-čchüan v okresu Ceng-čcheng v provincii Kuang-tung, který se rozkládá severovýchodně od provinční metropole Kantonu. Narodil se roku 1466, v devíti letech mu zemřel otec. Studoval konfuciánské klasiky, místní školu navštěvoval od třinácti, o dva roky později dosáhl zápisu do okresní státní školy a po dalších šesti letech přešel do prefekturní školy. Přihlásil se k úřednickým zkouškám, jejich provinční stupeň složil v šestadvaceti letech, ale následujícího roku, 1493, neuspěl v metropolitních zkouškách v Pekingu. Po návratu domů stanul v čele rodiny, pečoval o matku a soustředil se na svůj intelektuální růst pod vedením Čchen Sien-čanga, konfuciánského filozofa celostátního významu, který žil relativně nedaleko, v okrese Sin-chuej jihozápadně od Kantonu. Čchen Sien-čang si Čana vážil, považoval ho ze svého nejpokročilejšího žáka a nástupce, který bude předávat jeho učení dále. Po smrti Čchen Sien-čanga (roku 1500) držel Čan Žuo-šuej tříletý smutek, jako by Čchen byl jeho otec. Roku 1504 se na naléhání matky vrátil k usilování o státní službu: nastoupil na vysoké učení Kuo-c’-ťien v Nankingu, aby se připravil na úřednické zkoušky a roku 1505 s vynikajícím výsledkem (šestý z 303 úspěšných kandidátů) složil metropolitní a palácové zkoušky a získal hodnost ťin-š’.
Po zkouškách nastoupil úřednickou kariéru v akademii Chan-lin, kde začal na pozici bakaláře (šu-ťi-š’), později postoupil na místo mladšího kompilátora (pien-siou). V Pekingu se přátelil s Wang Jang-mingem, se kterým ho spojovaly blízké názory na filozofii i přesvědčení, že pravý muž má více dbát o zušlechtění své mysli než o kariéru. Kromě práce v akademii dostával i dočasná pověření mimo ni: působil jako zkoušející u palácových zkoušek, v letech 1512–1514 vedl diplomatickou misi do Vietnamu. Začátkem roku 1515 mu zemřela matka, a proto opustil úřad kvůli smutku, a když se roku 1517 měl vrátit do služby, požádal o odklad kvůli nepevnému zdraví a depresím. Císař (Čeng-te) souhlasil, Čan Žuo-šuej se pak uchýlil na horu Si-čchiao (西樵山) v Kuang-tungu, kde vybudoval dům pro svou rodinu a akademii pro výuku svých následovníků. Věnoval se zde promýšlení své filozofie, výuce a psaní. Na hoře Si-čchiao zůstal čtyři roky, do podzimu 1521, kdy byl – po nástupu nového císaře Ťia-ťinga – vyzván k návratu do státní služby.
Po návratu (začátkem roku 1522) zaujal své místo v akademii Chan-lin, roku 1524 povýšil na ředitele vysokého učení v Nankingu, vedlejším hlavním městě mingského státu. Roku 1525 císař vyzval učence k jasnému a přehlednému shrnutí konfuciánského učení a čínské historie, Čan reagoval sestavením Průvodce zkoumáním věcí (Ke-wu-tchung), průvodce „učením moudrých“ (šeng-süe) o 100 ťüanech, kterým doufal zastínit starší kompilaci Čchiou Ťüna (1421–1495). Roku 1529 byl přeložen na ministerstvo obřadů v Pekingu (na místo náměstka ministra), a od roku 1533 opět působil v Nankingu, kde postupně vykonával funkce ministra obřadů, ministra státní správy a ministra vojenství. Roku 1540 vydal knihu komentářů ke Knize obřadů, jejíž některé pasáže císař posoudil jako nepřímou kritiku své politiky ohledně obřadů a proto Čana odvolal ze státní služby.
Čan Žuo-šuej se vrátil domů do Ceng-čchengu a v následujících dvou desetiletích se zaměřil na studium konfuciánské filozofie, výuku a zakládání konfuciánských akademií, kterých v Kuang-tungu a dalších provinciích zřídil přinejmenším šestatřicet. Zemřel 16. května 1560.

## Filozofie
Šest let studií pod vedením Čchen Sien-čchanga mělo na Čan Žuo-šueje hluboký vliv. Čchen Sien-čchang zdůrazňoval význam srdce/mysli (sin) a zaměřoval se na vnitřní sebezdokonalování pomocí meditace, přitom neodmítal studium z knih, nespoléhal však výhradně na ně při snaze o dosažení moudrosti. Od Čchena si Čan vzal snahu pro rovnováhu mezi objektivním a subjektivním při kultivaci poznání, vědomí důležitosti jednoty všech věcí a silný smysl pro nezávislost. Kladl důraz na [sebe]zušlechťování pomocí sebeovládání (chan-jang, 涵养), které zahrnovalo poznání principu skrze jeho „všudypřítomnou realizaci“ a skrze zkoumání věcí: jeho rozvíjení, rozšiřování a uplatňování při zušlechťování [sebe sama], uspořádání [rodiny], řízení [státu] a uklidňování [světa pod nebesy].
Vlastní myšlení Čan Žuo-šueje se soustředilo na koncept nebeského principu tchien-li, který ztotožňoval s původní vrozenou podstatou srdce/mysli, nenarušenou působením lidských tužeb. Nebeský princip tak viděl jako „mnohost v jednotě“ (理一分殊, li-i fen-šu), kdy princip působí v každém jednotlivci, přičemž každý jedinec žije jiným vyjádřením principu než ostatní. Nejvyšším projevem principu pak je intelektuální život založený na čtyřech morálních zásadách – soucitu, citu pro spravedlnost, ústupnosti a citu pro správné a špatné. Principu brání emoce a touhy, ale realizace principu, každodenní kultivace srdce/mysli pomůže smířit emoce s původní podstatou člověka, nebeským principem. Nápravou srdce/mysli jejím očištěním od nežádoucích nánosů tak člověk může obnovit svou původní autentickou přirozenost a tím i přirozené spojení mezi vnitřním a vnějším světem. Ke-wu, „zkoumání věcí“, zkušenost, přitom znamená zkoumání vlastního srdce/mysli, nikoliv poznávání prostředí; tedy na cestě k moudrosti je užitečné analyzovat nebeský princip ve věcech a ne věci samotné. Při cestě k „všudypřítomné realizaci nebeského principu“ zdůrazňoval neoddělování pohybu a klidu, poznání a činnosti, a vždy směřoval k nebeskému principu jako konečnému cíli. Učil, že realizace nebeského principu v mysli znamená dosažení vyváženosti a správnosti v myšlenkách, zatímco uskutečnění nebeského principu v činech znamená dosažení vyváženosti a správnosti ve věcech a záležitostech; to první je pravé poznání, to druhé správné jednání.
Nebeský princip považoval za stav mysli, která dosáhla vyváženosti a správnosti, když reagovala na záležitosti a věci; nebeský princip tedy nemohl existovat vně mysli. Stav, kdy mysl při reagování na podněty dosáhne žádoucí vyváženosti a správnosti, popisoval jako „všudypřítomnou realizaci nebeského principu“ (suej-čchu tchi-žen tchien-li, 随处体认天理), a tato „všudypřítomná realizace nebeského principu“ je „zkoumáním věcí“ ke-wu a dosažením Cesty (Taa). Tím zaujal odlišný postoj od Ču Siho, u něhož „zkoumání věcí“ ke-wu znamená přistupování k věcem, aby prozkoumal jejich principy, i od Wang Jang-minga, pro něhož je ke-wu „náprava úmyslů“. První Čan Žuo-šuej považoval za přliš vnějškově orientované, druhé za příliš vnitřní, zatímco své pojetí promýšlel jako vyváženou syntézu obou přístupů.
Zaměření na vrozenou dobrou podstatu srdce/mysli spojovalo Čan Žuo-šueje s Wang Jang-mingem, oba individuálnímu srdci/mysli přisuzovali nezastupitelnou roli při kultivaci morálního charakteru jedince. Důraz na kultivaci srdce/mysli vedl k umenšení významu klasického studia z knih, Čan se přitom snažil o vyvážený postoj a v opomíjení knižního studia nezacházel tak daleko jako Wang. „Zkoumání věcí“ Čan definoval jako proces uskutečnování nebeského principu tchien-li a učil, že klasická knižní výuka poskytuje porozumění nezbytné pro zabránění potenciálnímu sklonu k subjektivismu.
Neoddělování pohybu a klidu, poznání a činnosti, ho vedlo k zavrhování sezení v klidu, meditace. Když člověk sedí v klidu, vyprázdní svou mysl a ustane činnost mysli, ustane i úsilí o „všudypřítomnou realizaci nebeského principu“, což měl za chybné. V tom se lišil od Wang Jang-minga, který vedl své studenty k tomu, aby seděli v klidu a nechali své myšlenky vyjasnit a usadit, než se začnou učit vnitřní introspekci a sebeovládání. Čan naopak považoval neustálé plynutí myšlenek a neustálou činnost mysli za její přirozený stav a hájil učení se sebeuvědomění během spontánního plynutí mysli.

## Význam
Čan Žuo-šuej byl za svého života považován za nejdůležitějšího žáka Čchen Sien-čanga, jeho pokračovatele a následovníka v čele filozofické pajšaské školy (neboli školy Ťiang-men), který rozvíjel myšlenky svého učitele. Tisíce Čanových studentů, takzvaná kančchüanská škola konfucianismu, šířilo jeho učení. Nicméně po smrti Čan Žuo-šueje se druhá generace jeho žáků rozptýlila mezi různými proudy konfuciánství a Čan Žuo-šuejovy ideje ztratily popularitu. Přesto, s Wang Jang-mingem, patřil mezi dva nejvýznamnější neokonfuciánské filozofy středního mingského období. Oba už za svého života získali mimořádné uznání, okolo obou se shromažďovalo množství žáků a studentů, přičemž nemálo studentů přecházelo od jednoho k druhému. Oba stáli za rozvojem soukromých konfuciánských akademií v 16. století a souvisejícím rozmachem hnutí ťiang-süe, debat o studiu. Nicméně Wang Jang-mingův vliv byl už za života obou poněkud větší a během 16. století Wangovo učení zcela zastínilo ideje jeho přítele.
V pozdně mingské a čchingské době pak Čan Žuo-šuej byl opomíjenou postavou dějin konfuciánské filozofie, až od 80. let 20. století znovu vzbuzuje zájem historiků v Číně a Tchaj-wanu, a částečně i Japonsku a anglojazyčném světě.
Jeho nevýznamnějšími žáky byli Lü Chuaj (呂懷, 1492–1551), Che Čchien (何迁, 1501–1574), Chung Jüan (洪垣, 1505–1594) a Tchang Šu (唐樞, ťin-š’ 1526). K dalším učencům počítaným k jeho následovníkům patřili Sü Fu-jüan (許孚遠, 1535–1604), Feng Cchung-wu (馮從吾, 1556–1627), Lu Nan (?–?), Ťiang Sin (蔣信, 1483–1559) a Li Čchun-fang (李春芳, 1510–1584), ovlivnil i Tchang Po-jüana (唐伯元, 1541–1598).
Nejdůležitějšími díly Čan Žuo-šueje jsou Komentáře k Letopisům Jar a podzimů (春秋正傳, Čchun-čchiou čeng-čuan) a Průvodce zkoumáním věcí (格物通, Ke-wu-tchung). Jeho sebrané spisy vyšly pod názvem Kan-čchüan wen-ťi (甘泉文集), existuje i jiný soubor nazvaný Kan-čchüan čchüan-ťi (甘泉全集).